# Gysinge
Gysinge est une localité de la commune de Sandviken dans le comté de Gävleborg, en Suède. Il s'agit en fait de deux localités : Gysinge (partie nord) avec 123 habitants et Gysinge (partie sud) avec 51 habitants. L'histoire de Gysinge est étroitement liée avec celle de la forge de Gysinge (Gysinge bruk). C'est aussi le point d'entrée principal du parc national de Färnebofjärden, créé en 1998.

## Histoire
La forge de Gysinge fut fondée en 1668, lorsque Peder Swensson reçut le 29 avril les privilèges pour créer un haut fourneau. L'accès à l'énergie du fleuve ainsi qu'au bois faisait de ce site, qui auparavant était utilisé comme site d'estive pour les villageois de Klappsta, un emplacement particulièrement favorable. Le premier haut fourneau fut construit en 1670 sur l'actuel hyttbacken, et la production de matériel pour l'armée suédoise commença. À la fin des années 1670, Anders Larsson Höök devint copropriétaire de la forge. En 1677, Anders Larsson Höök reçut du roi le droit d'exploiter la mine de Dannemora ainsi que les bois autour de la forge, et peu de temps après, la forge reçut le droit de produire du fer forgé. Le fer produit était de grande qualité et était très demandé à l'étranger. La forge fut agrandie à plusieurs reprises au cours du XVIIIe siècle.
Au XIXe siècle, Michael Benedicks acheta la forge, qui connut alors sous sa direction et celle de ces descendants un âge d'or, devenant une des plus importantes forges du pays. À la fin du siècle, la méthode du Lancashire fut utilisée. Lorsque cette méthode commença à décliner, l'ingénieur F. A. Kjellin mit au point un four à induction, qui devint ainsi en 1900 le premier four électrique au monde. En 1903, la forge fut vendue à Stora AB et fut arrêtée.